# Sammlung Bälz

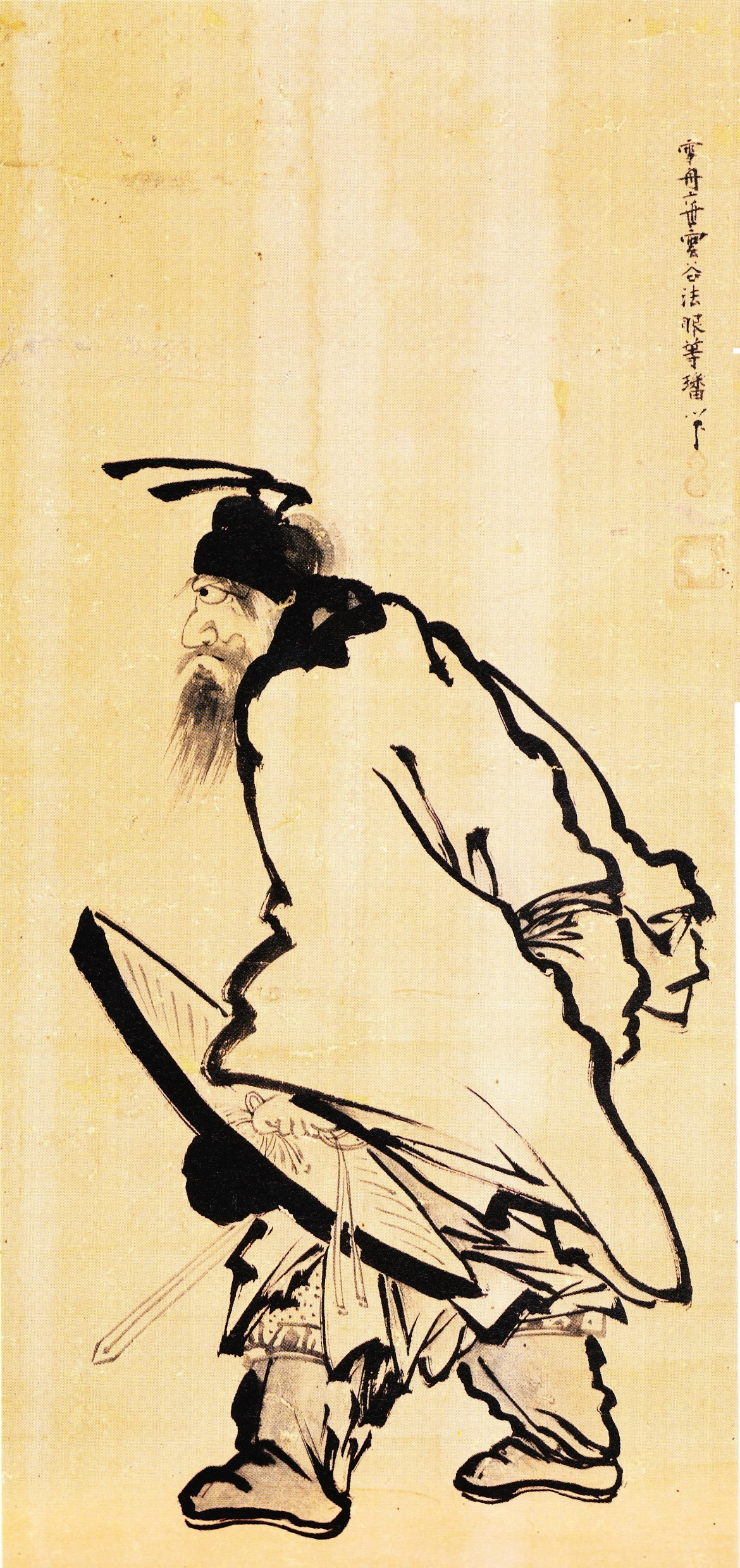
Unkoku Tōhan: Shōki

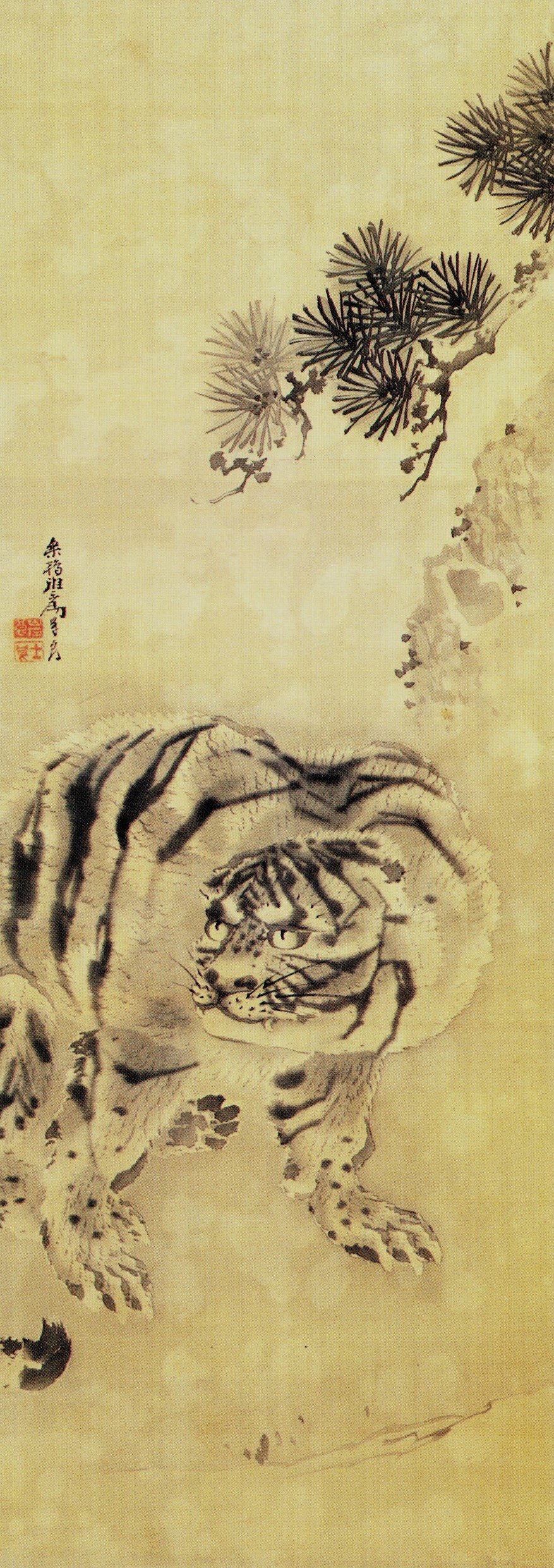
Gan Ryō: Tiger

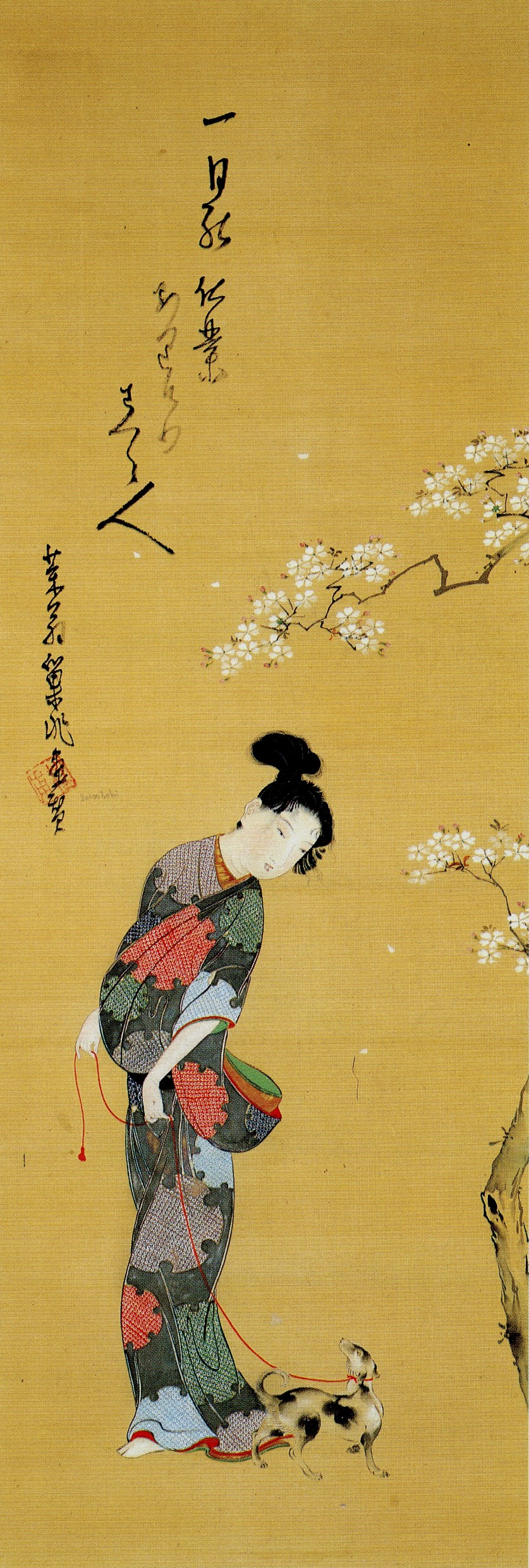
Takebe: Frau mit Hund

Die Sammlung Bälz ist eine bedeutende Sammlung japanischer Malerei des 18. und 19. Jahrhunderts, die der Arzt Erwin Bälz von seinem langjährigen Aufenthalt in Japan während der Meiji-Zeit mit nach Deutschland gebracht hat. Die Sammlung befindet sich im Linden-Museum in Stuttgart.

## Übersicht
Bälz war in Japan nicht nur Internist, Anthropologe und Leibarzt der Kaiserlichen Familie, er interessierte sich auch für japanische Kunst und legte eine Sammlung an. Diese Sammlung von etwa 6000 Objekten kam in den Jahren 1883 und 1893 ins Museum, zunächst als Leihgabe, heute als Besitz. Aus Anlass einer Ausstellung einer Auswahl von Bildern und Objekten erschien ein Katalog – erstellt mit großer Unterstützung von japanischer Seite, was die Identifizierung der Künstler und Beschreibung der Werke angeht. Der Katalog zeigt Abbildungen von fast hundert Künstlern und deutet damit den Gehalt der Sammlung an.
Die Gliederung des Katalogs folgt dem fernöstlichen Schema: Blumenmotive (花, Hana), Tuschmalerei (墨画, Bokuga), Vogelmotive (鳥, Tori), Jahreszeiten (和の四季, Wa no shiki), Bilder im chinesischen Stil (漢画系, Kangakei), Genrebilder (風俗, Fūzoku), Humor (ユーモア, Yūmoa), Tiermotive (動物, Dōbutsu), Drucke und Kunstgewerbe (摺物・工芸美術, Surimono - Kōgei bijtsu).

## Liste der Künstler
Die Lebensdaten konnten nicht bei allen Künstlern geklärt werden.
- Akinobu (章信; tätig 19. Jh., Kanō-Schule)
- Amano Shōko (天野 松湖; Meiji-Zeit)
- Araki Kampo (荒木 寛畝; 1831–1915)
- Chō Shūkoku (長 秋谷)
- Eno Baisetsu Hidenobu (江野楳雪 英信; tätig 2. Hälfte 19. Jh., Kanō-Schule)
- Fujiwara Korenobu (藤原 惟信)
- Gan Ryō (岸 良; 1798–1852)
- Giryō (義亮)
- Hanabusa Itchō (英 一蝶; 1652–1724)
- Hara Zaimei (原 在明; 1778–1844)
- Haruki Nammei (春木 南溟)
- Haruki Seiko (春木 西湖; ?–1853)
- Hasegawa Sekkō (長谷川 雪光)
- Hasegawa Sesshin (長谷川 雪真)
- Hasegawa Settan (長谷川 雪旦; 1778–1843)
- Hashimoto Gahō (橋本 雅邦; 1835–1908)
- Hemmi Kazunobu (逸見 一信)
- Higuchi Tangetsu (樋口 探月; 1821–1896)
- Hirasawa Byōsan (平沢 屏山; 1822–1876)
- Ikawa Kunjaku (井川 君鍚)
- Itaya Keishū Hironobu (板谷 桂舟 弘延)
- Itaya Keishū Hirotaka (板谷 桂舟 広隆; 1786–1831)
- Kaneko Kinryō (金子 金陵; ?–1817)
- Kanō Eisen’in Michinobu (狩野 栄川院 典信; 1730–1790)
- Kanō Isen’in Naganobu (狩野 伊川院 栄信; 1775–1828)
- Kanō Keiun Hisanobu (狩野 𧮾運 久信)
- Kanō Seisen’in Osanobu (狩野 晴川院 養信)
- Kanō Shosen’in Masanobu (狩野 勝川院 雅信; 1823–1880)
- Kanō Tanshin Morimichi (狩野 探信 守道; 1785–1836)
- Kanō Tōju Katsunobu (狩野 洞壽 克信; ?–1777)
- Kanō Tōshun Hidenobu (狩野 洞春 秀信; ?–1884)
- Kanō Tōshun Yoshinobu (狩野 洞春 美信)
- Kataoka Unkaku (片岡 雲鶴)
- Katayama Kyōkō (片山 九皐)
- Kawanabe Kyōsai (河鍋 暁斎; 1831–1889)
- Kishi Renzan (岸 連山; 1805–1856)
- Kō Sūkoku II (高 嵩谷 二世; 1798–1875)
- Kobayashi Eitaku (小林 永濯; 1843–1890)[A 2]
- Kōgetsu Moriyoshi (鈎月 守能)
- Kōhō (広峰; tätig 19. Jh.; Kanō-Schule)
- Kokumei (克明)
- Makino Seikan (牧野 成貫)
- Megata Unsen (目賀多 雲川; ?–1714)
- Miki Kōzan (三木 恒山; 1807–1891)
- Miwa Zaiei (三輪 在栄; ?–1789)
- Mochizuki Gyokusen (望月 玉泉; 1834–1913)
- Nakamura Banzan (中村 晩山; 19. Jh.)
- Nakamura Ransen (中村 藍川; tätig 1. Hälfte 19. Jh.)
- Narutomi Chin’oku (成富 椿屋; tätig 1. Hälfte 19. Jh.)
- Nishimura Hideaki (西村 昆明)
- Oda Kyōshō (織田 共樵; 19. Jh.)
- Ogata Tōshō (尾形 洞霄; 19. Jh.)
- Oguri Kanrei (小栗 寛令; ?–1830/42)
- Ōhara Bunrin (大原 文林; 1801–1892)
- Oki Ichiga (沖 一峨; 1797–1855)
- Oki Kangaku (沖 冠岳; ?–1876)
- Ōnishi Chinnen (大西 椿年; 1792–1851)
- Ōnishi Keisai (大西 圭斎; 1773–1829)
- Ōyagi Yakō (大八木 也香; ?–1874)
- Ryūseki (流石; tätig 19. Jh.)
- Sangaku (讃岳; tätig 18./19. Jh.)
- Satake Eison (佐竹 永邨; 1845–1922)
- Seiryū (青陵; tätig 19. Jh.)
- Shiba Rinsai (芝琳斎; aktiv 1869 bis 1890)
- Shibata Zeshin (柴田 是真; 1807–1891)
- Shimada Gentan (島田 元旦; 1778–1840)
- Shimizu Temmin (清水 天民; Mitte Edo-Zeit)
- Shiokawa Bunrin (塩川 文麟; 1808–1877)
- Shirahase Bunkō (白波瀬 汶江; tätig 1. Hälfte 19. Jh.)
- Shirai Kayō (白井 華陽; gest. 1836)
- Shūgan (秋嵓)
- Shūhō (秀峰; tätig 1. Hälfte 19. Jh.)
- Shunkōsai Hokushū (春好斎 北洲; tätig Mitte 19. Jh.)
- Shunsai (儁斎; tätig 19. Jh.)
- Sō Shikō (宋 紫岡; 1781–1850)
- Soin (鼠隠)
- Suzuki Fuyō (鈴木 芙蓉; 1752–1816)
- Takahashi Shōun (高橋湘雲)
- Takebe Sōchō (建部 巣兆; ?–1816)
- Tani Bunchō (谷 文晁; 1763–1841)
- Taniguchi Gessō (谷口 月窓; 1774–1865)
- Tōdō Takasawa (藤堂 高兌; 1781–1825)
- Uchida Tōkyū (内田 陶丘; ?–1808)
- Unkoku Tōban (雲谷 等璠; 1635–1724)
- Utagawa Hiroshige II. (歌川 広重 二世; 1826–1869)
- Yamanouchi Yōshun Korenaga (山内 養春 惟長)
- Yasuda Beisai (安田 米斎; 1848–1888)
- Yokoyama Kazan (横山 華山; 1781–1837)
- Yoshizawa Setsuan (吉沢 雪葊; ?–1889)

## Bilder

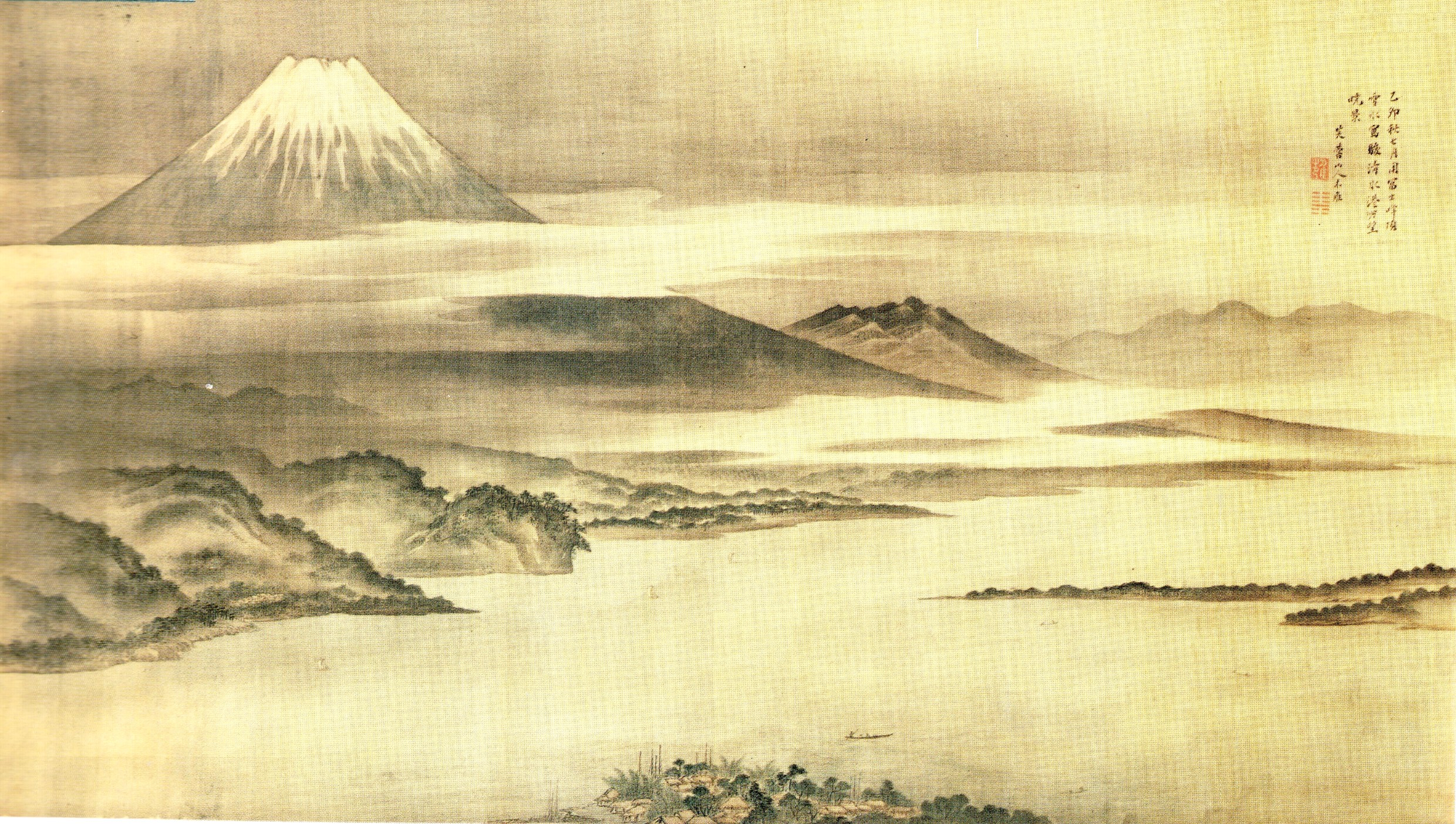
Suzuki Fuyō: Fuji in der Morgendämmerung, 1795
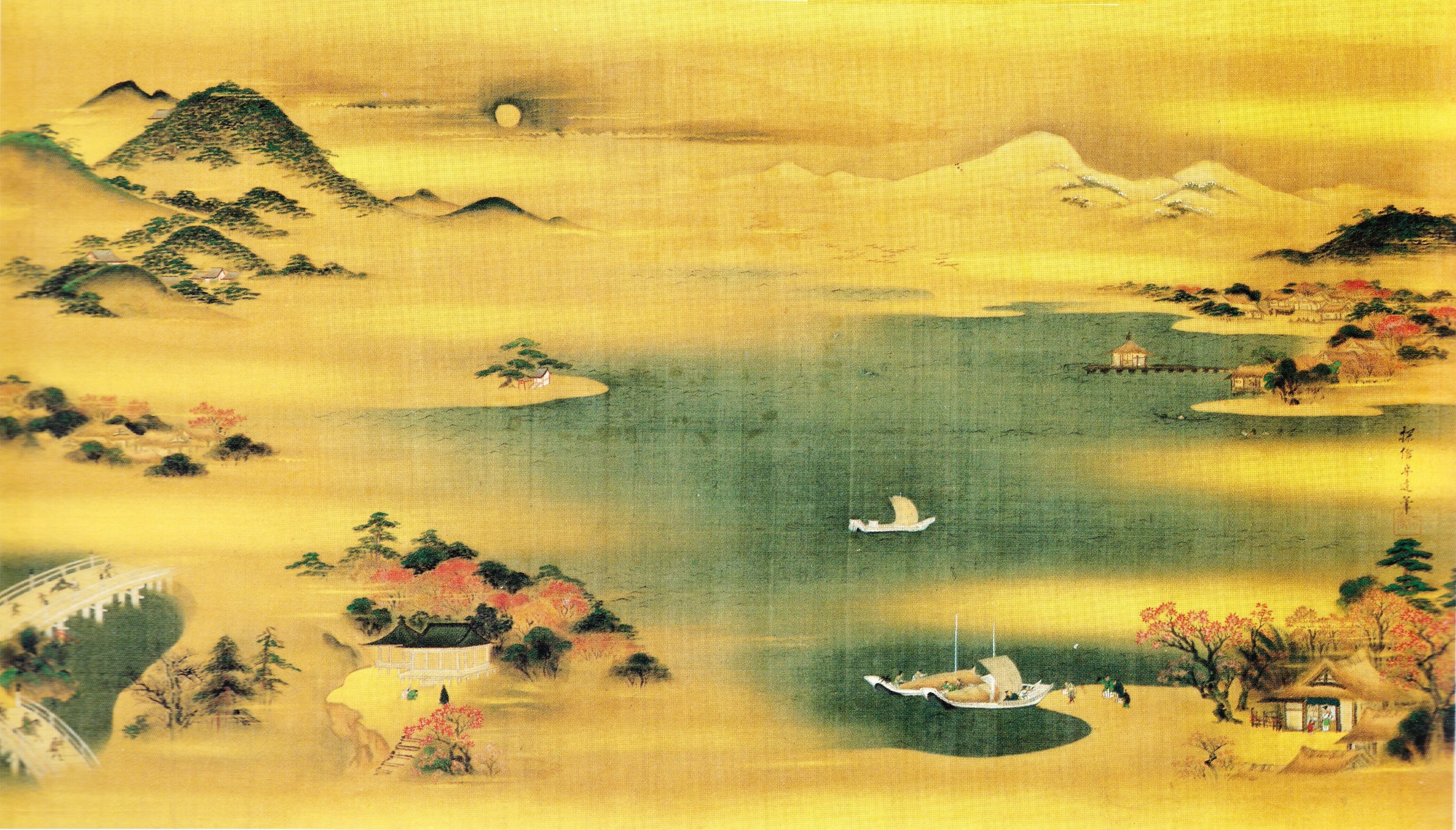
Kanō Morimichi: Acht Ansichten des Biwa-Sees
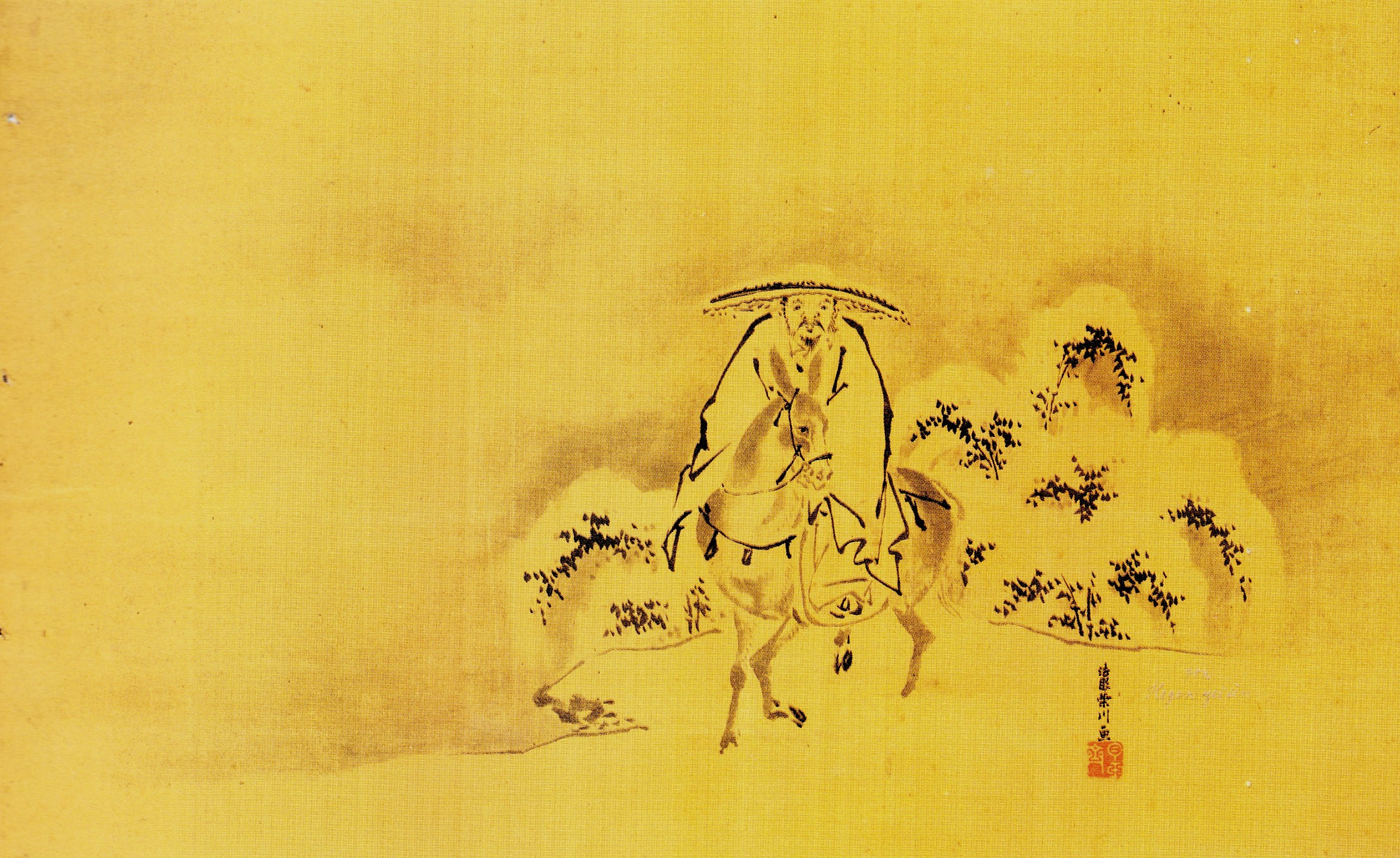
Kanō Michinobu: Der Dichter Su Shi reitet durch den Schnee
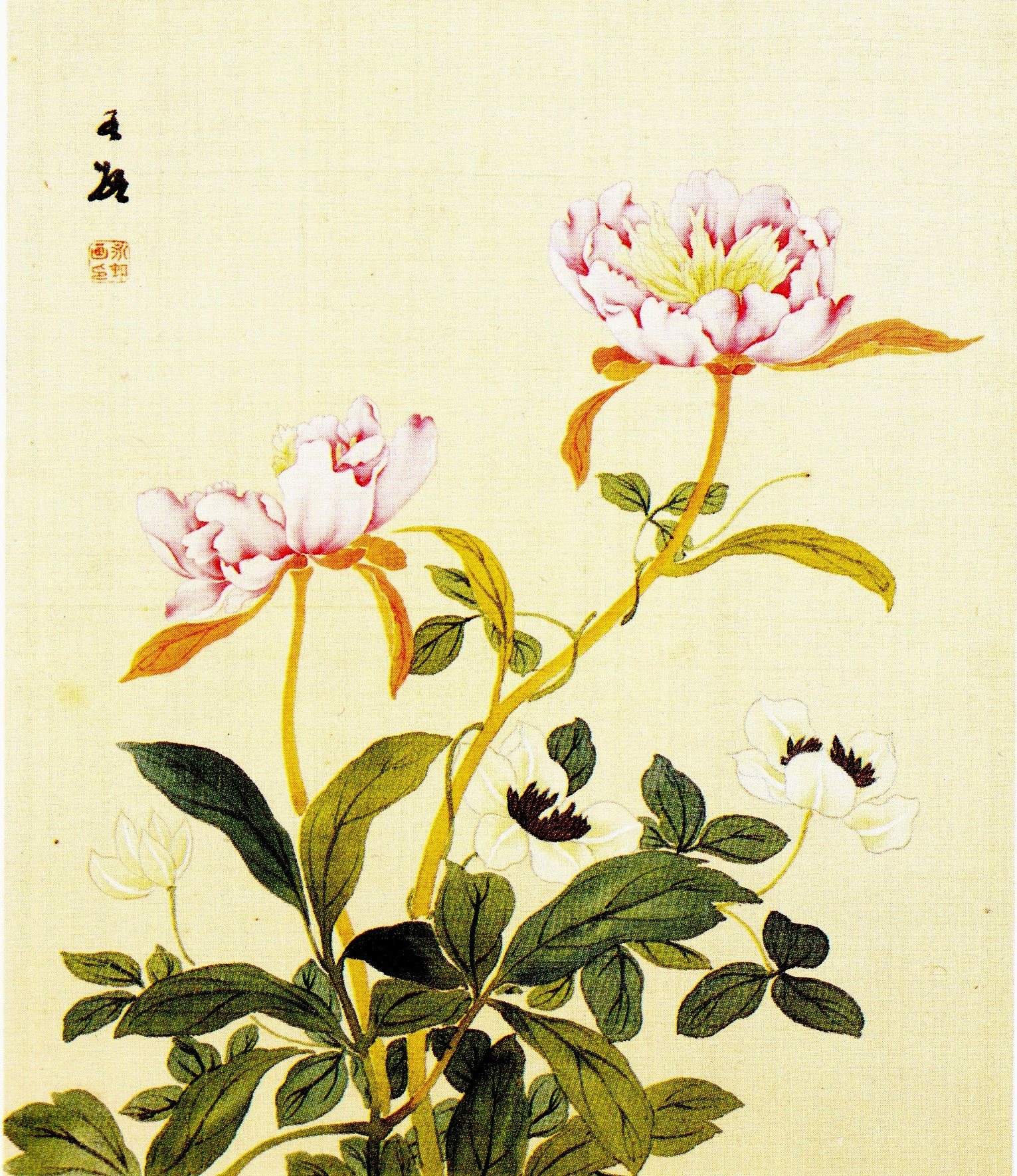
Satake Eison: Blumen
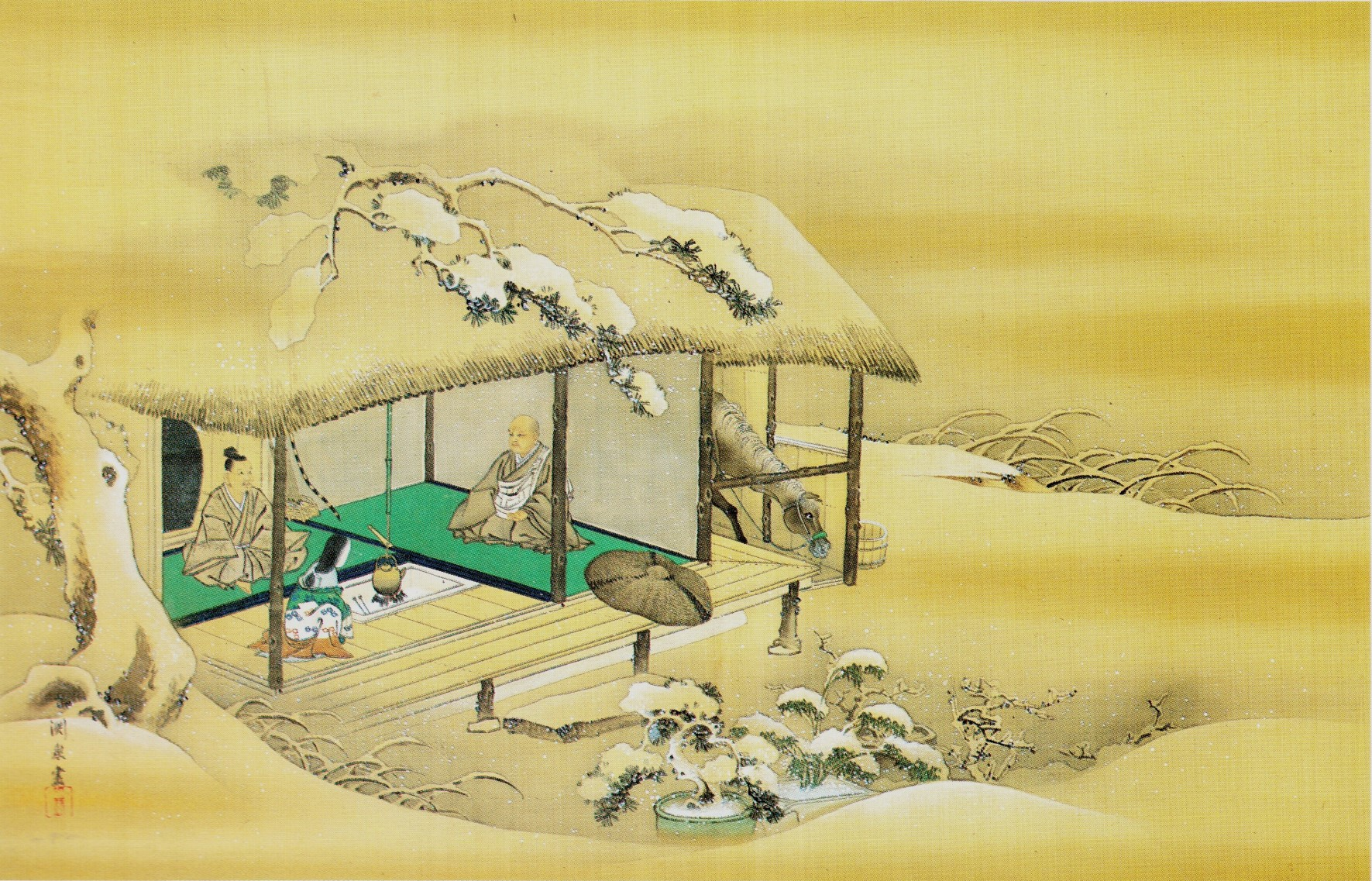
Oki Ichiga: Szene aus einem Nō-Drama
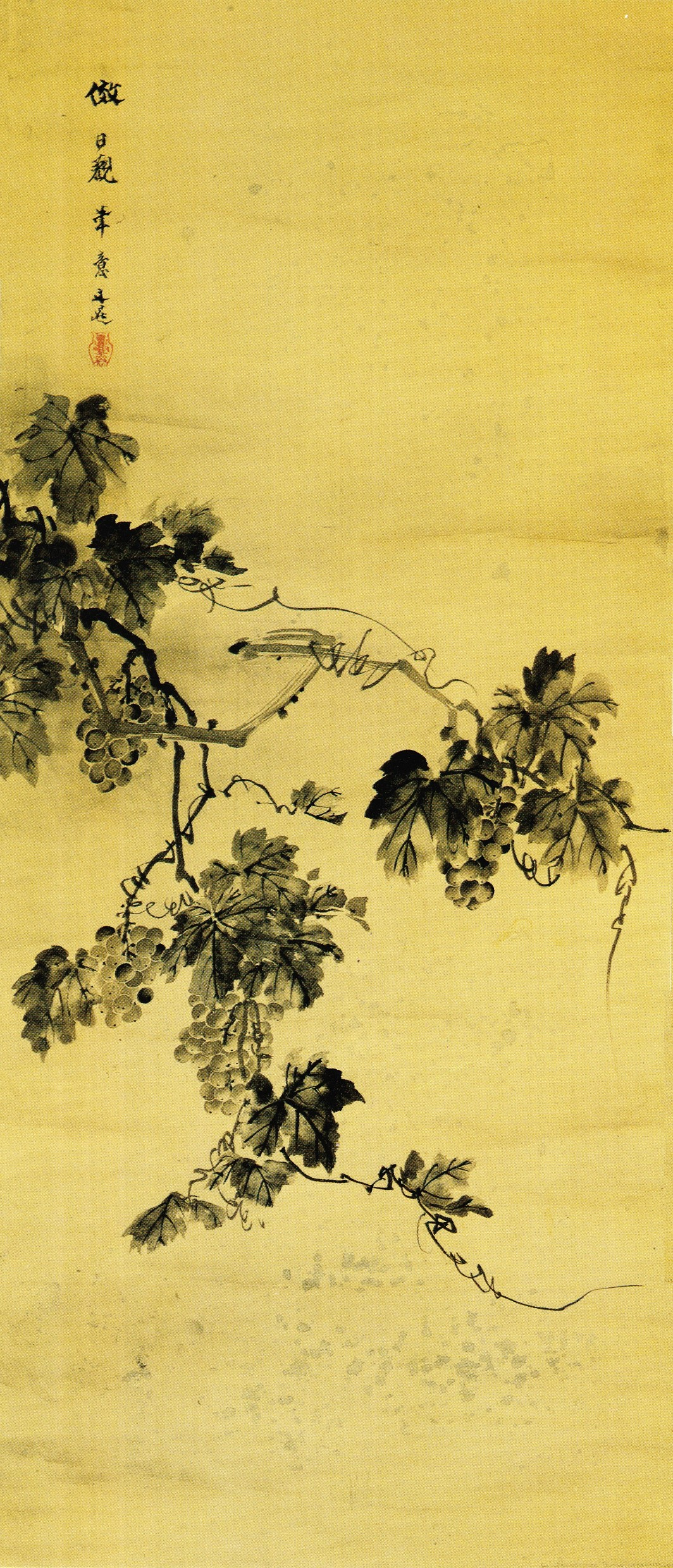
Tani Bunchō[A 3]

## Weblink
- Bälz-Ausstellung im Historischen Museum Ōsaka 2008